# تخت رستم (فارس)
تخت رستم (فارس) نام بنایی نیمه کاره است که در ۴ کیلومتری شمال غربی تخت جمشید و در ۵۰۰ متری نقش رجب جای گرفته است. این بنا نخستین بار از سوی لرد کرزن با دقت هوشمندانه ای بیان شد و پس از آن هرتسفلد، اشمیت، کلایس و دیگران آن را واکاوی کردند. هرتسفلد از این بنا به آرامگاه کمبوجیه پسر کورش بزرگ یاد کرده است که وی در شامات سوریه نابهنگام مرده و کار بنا ناتمام مانده است. بنای یاد شده در کنار رودخانه پلوار است که از دو ردیف سکوی سنگی درست شده و اندازه‌های آن و چینش سنگ‌ها به آرامگاه کورش بزرگ بسیار نزدیک است، گویی هر دو بنا را یک معمار بوده است. این بنا به تخت گوهر هم شهرت دارد.